# Karisaari (ö i Lappland, Tornedalen)
Karisaari är en ö i Finland. Den ligger i sjön Heikkilänjärvi och i kommunen Pello i den ekonomiska regionen  Tornedalens ekonomiska region  och landskapet Lappland, i den norra delen av landet, 700 km norr om huvudstaden Helsingfors. Öns area är 1 hektar och dess största längd är 160 meter i nord-sydlig riktning.